# Serra del Paco
La Serra del Paco és una serra situada entre els municipis de Castelldans i de Juneda a la comarca de les Garrigues, amb una elevació màxima de 507 metres.